# Risøya (Austevoll)
Pour les articles homonymes, voir Risøya.
Ne doit pas être confondu avec Risøya (Bømlo).
Risøya est une île norvégienne du comté de Hordaland appartenant administrativement à Austevoll.

## Description
Rocheuse et désertique, elle s'étend sur une longueur d'environ 517 m sur une largeur approximative de 353 m.